# Numan Kurdić
Numan Kurdić (Tešanj, 1º luglio 1999) è un calciatore bosniaco, difensore del Novi Pazar.

## Carriera

### Club
Cresciuto nel settore giovanile del Sarajevo, ha esordito in prima squadra il 29 luglio 2018 disputando l'incontro di campionato vinto 4-0 contro il Mladost D. Kakanj. Nel 2021 ha trascorso un periodo in prestito al Kukësi, formazione della massima serie albanese, per poi tornare in patria.

### Nazionale
Il 18 dicembre 2021 ha esordito con la nazionale bosniaca giocando l'amichevole persa 1-0 contro gli Stati Uniti.

## Statistiche

### Presenze e reti nei club
Statistiche aggiornate al 28 dicembre 2021.
| Stagione        | Squadra         | Campionato      | Campionato | Campionato | Coppe nazionali | Coppe nazionali | Coppe nazionali | Coppe continentali | Coppe continentali | Coppe continentali | Altre coppe | Altre coppe | Altre coppe | Totale | Totale |
| Stagione        | Squadra         | Comp            | Pres       | Reti       | Comp            | Pres            | Reti            | Comp               | Pres               | Reti               | Comp        | Pres        | Reti        | Pres   | Reti   |
| --------------- | --------------- | --------------- | ---------- | ---------- | --------------- | --------------- | --------------- | ------------------ | ------------------ | ------------------ | ----------- | ----------- | ----------- | ------ | ------ |
| 2018-2019       | Sarajevo        | PL              | 5          | 0          | CB              | 4               | 0               | UEL                | 0                  | 0                  |             | -           | -           | 9      | 0      |
| 2019-2020       | Sarajevo        | PL              | 3          | 0          | CB              | 1               | 0               | UCL+UEL            | 0                  | 0                  |             | -           | -           | 4      | 0      |
| 2020-gen. 2021  | Novi Pazar      | SL              | 16         | 0          | CS              | 1               | 0               |                    | -                  | -                  |             | -           | -           | 17     | 0      |
| gen.-mag. 2021  | Kukësi          | KS              | 14         | 1          | CA              | 1               | 0               |                    | -                  | -                  |             | -           | -           | 15     | 1      |
| 2021-2022       | Sarajevo        | PL              | 16         | 1          | CB              | 1               | 0               | UECL               | 2                  | 0                  |             | -           | -           | 19     | 1      |
| Totale carriera | Totale carriera | Totale carriera | 54         | 2          |                 | 8               | 0               |                    | 2                  | 0                  |             | -           | -           | 64     | 10     |

### Cronologia presenze e reti in nazionale
| Cronologia completa delle presenze e delle reti in nazionale ― Bosnia ed Erzegovina | Cronologia completa delle presenze e delle reti in nazionale ― Bosnia ed Erzegovina | Cronologia completa delle presenze e delle reti in nazionale ― Bosnia ed Erzegovina | Cronologia completa delle presenze e delle reti in nazionale ― Bosnia ed Erzegovina | Cronologia completa delle presenze e delle reti in nazionale ― Bosnia ed Erzegovina | Cronologia completa delle presenze e delle reti in nazionale ― Bosnia ed Erzegovina | Cronologia completa delle presenze e delle reti in nazionale ― Bosnia ed Erzegovina | Cronologia completa delle presenze e delle reti in nazionale ― Bosnia ed Erzegovina |
| Data                                                                                | Città                                                                               | In casa                                                                             | Risultato                                                                           | Ospiti                                                                              | Competizione                                                                        | Reti                                                                                | Note                                                                                |
| ----------------------------------------------------------------------------------- | ----------------------------------------------------------------------------------- | ----------------------------------------------------------------------------------- | ----------------------------------------------------------------------------------- | ----------------------------------------------------------------------------------- | ----------------------------------------------------------------------------------- | ----------------------------------------------------------------------------------- | ----------------------------------------------------------------------------------- |
| 18-12-2021                                                                          | Carson                                                                              | Stati Uniti                                                                         | 1 – 0                                                                               | Bosnia ed Erzegovina                                                                | Amichevole                                                                          | -                                                                                   |                                                                                     |
| Totale                                                                              |                                                                                     | Presenze                                                                            | 1                                                                                   |                                                                                     | Reti                                                                                | 0                                                                                   |                                                                                     |

## Palmarès

### Club

#### Competizioni nazionali
- Coppa di Bosnia: 1

Sarajevo: 2018-2019
- Campionato bosniaco: 2

Sarajevo: 2018-2019, 2019-2020